# KZ9 - Lager di sterminio
KZ9 - Lager di sterminio è un film del 1977 diretto da Bruno Mattei.
Il film è il secondo ed ultimo nazisploitation di Mattei, genere che mischia al suo interno elementi erotici con il tema del nazismo; questo si inserisce nel filone dei nazi-porno all'Italiana, insieme a Salò o le 120 giornate di Sodoma di Pier Paolo Pasolini, Salon Kitty di Tinto Brass e Il portiere di notte di Liliana Cavani. Il film è ispirato alla figura dell'angelo della morte, il dottor Josef Mengele, di cui il film narra le gesta in modo crudo e condannando il suo operato.
Mattei ebbe dei problemi con la censura, e come il precedente Casa privata per le SS fu accolto freddamente dalla critica italiana a causa dei temi trattati. Il 29 ottobre 2004 è stato trasmesso durante il "Joe D'Amato Horror Festival".
All'estero è conosciuto anche come Women's Camp 119 e SS Extermination Camp, dove è stato distribuito in versione DVD. In Italia invece il film è disponibile solo in versione VHS.

## Trama
Nel 1943 giunge al lager di Ronshausen un nuovo contingente di prigioniere comprendenti le ebree dottoressa Prik e Cristina. La finalità del campo è di fornire al comandante, dr. Wieker, e ai suoi ufficiali aguzzini, materia umana per esperienze diverse: trapianti di organi, rianimazione di aviatori assiderati da parte di prostitute, rieducazione di omosessuali, efficacia di gas tossici per sciogliere organi vitali.
Tutto viene fatto a spese delle prigioniere che, anche prescindendo dai laboratori, vengono sfruttate e tormentate in ogni maniera. Al gabinetto scientifico lavora, suo malgrado, l'ebreo dr. Meiser, cui viene aggiunta la Prik. Cristina, invece, viene tormentata dalla kapò, che vorrebbe costringerla ad amori saffici.
Innamorati, il Meiser e la Prik tentano una fallimentare fuga: ripresi, vengono impiccati. Finita l'esecuzione, poiché rimbombano sempre più vicini i cannoni dei sovietici, Wieker compie una strage generale di prigionieri e di tedeschi per evitare che testimonino le atrocità avvenute.

## Accoglienza

### Botteghino
Il film è stato distribuito nelle sale italiane il 18 marzo del 1977 dalla Effegierre, ed ha incassato 231 milioni di lire.

### Censura
Il film fu approvato dalla censura il 3 febbraio 1977, con il visto n. 69693.
La censura ridusse la durata del film di circa dieci minuti, e lo stesso Mattei si lamentò per questo fatto, sostenendo che "Secondo la mentalità della censura se uno faceva lo scherzetto, come Casa privata per le SS che è una burla erotica, andava bene, ma se si cercava di fare qualcosa di serio, mostrando gli esperimenti reali delle SS... Il film fu preso ferocemente, ci massacrarono".

### Critica
Da parte della critica italiana ottenne recensioni particolarmente negative. Il Morandini gli ha assegnato una stella, mentre Antonio Bruschini e Antonio Tentori lo hanno definito il più delirante del filone nazi-porno. Secondo la rivista Delirium, rappresenta il film più crudo e violento mai prodotto in Italia; infatti il precedente Casa privata per le SS era più orientato verso il nazi-erotico, mentre questo vira di più sul nazi-porno. Il film per la critica americana è considerato uno tra i peggiori di Mattei, mentre per la rivista Delirium, è il miglior film di Bruno Mattei.

## Home video
KZ9 - Lager di Sterminio è stato riedito in versione VHS dalla rivista Nocturno nel 2002 che ha recuperato l'unico positivo italiano, depositato presso il Centro Sperimentale di Cinematografia di Roma, migliorando digitalmente nelle immagini e nell'audio la confezione del film, che è anche stato integrato delle scene tagliate nella versione che fino ad allora circolava in Italia, proponendolo in versione widescreen.
Successivamente il film è stato pubblicato in versione DVD anche in America dalla Golden Media Group e dalla Videoasia, entrambe nel 2007. Nei Paesi Bassi la VHS è stata distribuita dalla Empire Video e successivamente anche pubblicata in versione bootleg DVD nel 2003. Questa particolare versione è stata criticata dalla rivista Nocturno per la qualità scadente e per l'assenza di contenuti extra.